# Elaeoluma crispa
Elaeoluma crispa är en tvåhjärtbladig växtart som beskrevs av Terence Dale Pennington. Elaeoluma crispa ingår i släktet Elaeoluma och familjen Sapotaceae. IUCN kategoriserar arten globalt som nära hotad. Inga underarter finns listade i Catalogue of Life.